# Ulli Nitzschke

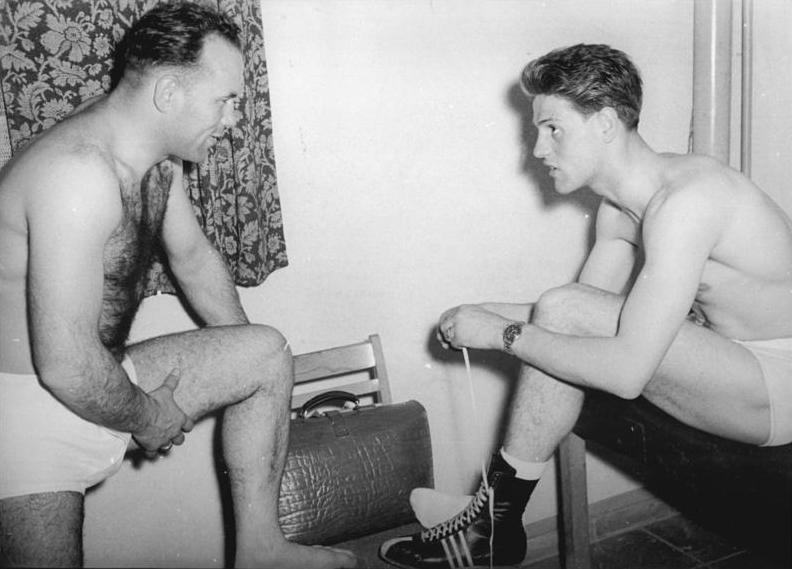
Ulli Nitzschke (rechts) mit Erich Stubnick (1955)

Ulrich „Ulli“ Nitzschke (* 25. Juli 1933 in Quedlinburg; † 23. Juli 2013 in Chemnitz) war ein deutscher Boxer. Er war Europameister der Amateure 1953 und Vize-Europameister der Amateure 1955 jeweils im Halbschwergewicht.

## Werdegang

### Amateurlaufbahn
Ulli Nitzschke begann im Jahre 1948 bei der BSG Deutsche Saatzucht-Gesellschaft Quedlinburg mit dem Boxen. Er erwies sich als technisch hoch begabter Boxer, der sehr schnelle Fortschritte machte. Bereits mit 18 Jahren wurde er Meister von Sachsen-Anhalt und DDR-Meister im Mittelgewicht. Er siegte auch bei den in Berlin ausgetragenen Studenten-Weltmeisterschaften, die im Rahmen der Weltfestspiele der Jugend und Studenten ermittelt wurden.
Ulli Nitzschke wurde auch 1952 wieder DDR-Meister, allerdings eine Gewichtsklasse höher, im Halbschwergewicht. Er startete nunmehr für die BSG „Motor“ Ost Halle und später für den SC „Wissenschaft“ Halle. Die Trainer, die dabei mit ihm arbeiteten, waren Willi Franke, Hans Borowski und der ehemalige Europameister bei den Berufsboxern Arno Kölblin, der zu jener Zeit Trainer der DDR-Auswahlmannschaft war. An den Olympischen Spielen 1952 in Helsinki konnte Ulli Nitzschke nicht teilnehmen, weil zwischen den verantwortlichen Sportgremien in der BRD und DDR kein gemeinsamer Nenner für eine gesamtdeutsche Mannschaft gefunden werden konnte. Dass er schon in Helsinki für eine Medaille gut gewesen wäre, bewies er in einem Länderkampf am 8. März 1952 in Moskau, wo er den starken polnischen Meister im Halbschwergewicht Tadeusz Grzelak überlegen nach Punkten besiegte.
Im Jahre 1953 besiegte Ulli Nitzschke bei der DDR-Meisterschaft im Halbschwergewicht Hans Roback aus Cottbus nach Punkten und holte sich seinen dritten DDR-Meistertitel. Inzwischen war die DDR als eigenständiges Mitglied in den Europäischen Amateur-Box-Verband aufgenommen worden. Ulli Nitzschke konnte deshalb bei der Europameisterschaft dieses Jahres in Warschau teilnehmen. Er zeigte im Halbschwergewicht hervorragende Leistungen und besiegte im Viertelfinale den Ungarn Szabo und im Halbfinale den bundesdeutschen Starter Helmut Pfirrmann aus Weinheim jeweils sicher nach Punkten. Auch im Finale gegen Tadeusz Grzelak war er stets Herr im Ring und gewann klar nach Punkten.
Im Jahre 1954 war Ulli Nitzschke öfters verletzt. Er fehlte deshalb auch bei der DDR-Meisterschaft. In einem Länderkampf der DDR-Staffel gegen Polen besiegte er am 25. April 1954 in Wrocław im Schwergewicht Bogdan Wegrzyniak durch K. o. in der 1. Runde.
Bei der DDR-Meisterschaft 1955 startete Ulli Nitzschke im Schwergewicht. Er besiegte dabei im Finale Werner Kohnert vom SC Aufbau Magdeburg wegen zu großer Überlegenheit durch Abbruch in der 2. Runde. In einem Länderkampf gegen Österreich schlug er anschließend im Halbschwergewicht Frauenlob aus Salzburg nach Punkten und gewann auch in einem weiteren Länderkampf in Leipzig im Schwergewicht über Szabo nach Punkten. Bei der in Berlin (West) stattfindenden Europameisterschaft der Amateure war Ulli Nitzschke im Halbschwergewicht haushoher Favorit. Er kämpfte sich auch sicher in das Finale, in dem er dem bundesdeutschen Starter Erich Schöppner aus Witten gegenüberstand. Ulli Nitzschke kam mit dem fast einen Kopf kleineren Schöppner überhaupt nicht zu Rande. Er konnte seine Reichweitenvorteile nicht nutzen und wurde von Schöppner nach allen Regeln der Faustkampfkunst ausgeboxt. Europameister wurde deshalb Erich Schöppner und für Ulli Nitzschke blieb nur die EM-Silbermedaille.
1956 war zwar Ulli Nitzschke bei der DDR-Meisterschaft nicht am Start. Er war aber bei der Ausscheidung für die erstmals zustande gekommene gesamtdeutsche Olympiamannschaft dabei. Er siegte dort im Halbschwergewicht über Georg Krenz aus Essen und Hans Roback und qualifizierte sich damit für Melbourne. In Melbourne erschien Ulli Nitzschke überraschenderweise als Schwergewichtler. Obwohl er für diese Gewichtsklasse gar nicht qualifiziert war, durfte er starten. Er verlor aber schon seinen ersten Kampf gegen den Italiener Giacomo Bozzano nach Punkten und musste ohne Medaille ausscheiden.
1957 war Ulli Nitzschke bei der Europameisterschaft in Prag wieder im Schwergewicht am Start. Er besiegte dort in der 1. Runde den Franzosen Labaj durch Abbruch in der 2. Runde und traf im Viertelfinale auf den sowjetischen Riesen Andrei Abramow, der ca. 105 kg auf die Waage brachte. Nitzschke kämpfte gegen Abramow hervorragend und erzielte in den ersten beiden Runden einen knappen Punktvorsprung, den er aber durch Konditionsmängel in der 3. Runde wieder verspielte. Die fünf Punktrichter entschieden daraufhin mit 3:2 Richterstimmen zugunsten von Abramow. Für Nitzschke war das eine sehr unglückliche Niederlage, die sein Ausscheiden bewirkte.
1958 musste Ulli Nitzschke in der DDR wegen eines Verkehrsdeliktes eine viermonatige Haftstrafe absitzen und flüchtete am 15. August 1958 nach West-Berlin.

### Profilaufbahn
In Berlin unterzeichnete er bei Manager Fritz Gretzschel einen Profivertrag und bestritt bereits am 4. Oktober 1958 in Berlin im Schwergewicht seinen ersten Profikampf gegen Bobby Warmbrunn, den er in der 4. Runde durch K. o. besiegte. Es folgten zwölf weitere Siege. Zunächst gegen Aufbaugegner, aber auch schon gegen sehr starke und bekannte Boxer wie Hans Friedrich aus Dortmund, den er am 30. Mai 1959 in Wolfsburg auspunktete, Francis Magnetto aus Frankreich, den er am 26. Dezember 1959 in Köln in der 2. Runde vorzeitig besiegte und Ilkka Koski aus Finnland, den er am 23. Januar 1960 in Berlin in der 1. Runde k. o. schlug.
Am 6. Februar 1960 traf Ulli Nitzschke in Frankfurt/Main auf den US-amerikanischen Olympiasieger von 1956 Pete Rademacher, der später als Profi und Herausforderer von Cassius Clay einen guten Kampf lieferte. Rademacher traf Nitzschke in der 7. Runde in einem bis dahin ausgeglichenen Kampf so hart, dass dieser k. o. ging. Diese Niederlage von Ulli Nitzschke läutete eigentlich schon das Ende seiner Profilaufbahn ein.
Er gewann zwar noch u. a. gegen Kitione Lave aus Tonga am 19. August 1960 in Berlin durch K. o. in der 2. Runde und besiegte auch Ulli Ritter am 27. September 1961 in Frankfurt/Main nach Punkten, musste aber am 7. Oktober 1960 im Kampf gegen Albert Westphal in der 8. Runde und am 26. Januar 1963 im Kampf gegen Gerhard Zech in der 7. Runde jeweils nach mehreren Niederschlägen wegen Verteidigungsunfähigkeit aus dem Ring genommen werden.
Er beendete daraufhin nach dem Kampf gegen Zech seine Profilaufbahn als Boxer. Er war danach als Handelsvertreter in der Pelzbranche tätig und wurde 1967 nach einem schweren Autounfall Invalidenrentner in Berlin.